# Sukamulia Bd /S.Iyu
Sukamulia Bd /S.Iyu is een bestuurslaag in het regentschap Aceh Tamiang van de provincie Atjeh, Indonesië. Sukamulia Bd /S.Iyu telt 519 inwoners (volkstelling 2010).